# Strukturpolitiska föranslutningsinstrumentet
Strukturpolitiska föranslutningsinstrumentet (engelska: Instrument for Structural Policies for Pre-Accession, Ispa) var ett föranslutningsstöd för de medlemsstater som anslöt sig till Europeiska unionen mellan 2004 och 2013. Stödet inrättades 1999 och syftade till att förbättra de anslutande staternas miljöskydd och infrastruktur, bland annat genom stöd med genomförandet av europeiska standarder. Ispa ersattes, liksom övriga föranslutningsstöd, av Instrumentet för stöd inför anslutningen (IPA) den 1 januari 2007.